# Kostel Povýšení svatého Kříže (Jaroměřice)
Kostel Povýšení svatého Kříže v Jaroměřicích u Jevíčka je cennou památkou barokní architektury, chráněnou jako kulturní památka ČR. Je farním kostelem farnosti Jaroměřice a je součástí poutního areálu na Kalvárii. Dříve bylo autorství jeho stavby připisováno architektu Santinimu, ale Mojmír Horyna přesvědčivě prokázal, že „průčelí jaroměřického kostela je zřejmě dílem epigona dobře poučeného Santiniho architekturou, jehož vlastní projev však byl nesrovnatelně jednodušší...“ Horyna uvažuje spíše o autorském podílu Santiniho následovníka brněnského architekta Františka Benedikta Klíčníka.

## Exteriér
Jde o centrální stavbu protaženého šestilistého půdorysu s lukovitě prohnutým průčelím. V průčelí se nacházejí tři portály (střední je zazděn), v arkádách nad nimi jsou dřevěné krucifixy s plochými malovanými korpusy.

## Interiér
Podélný, na obou koncích půlkruhově uzavřený prostor, na konci obou stran jsou připojeny z obou stran půlkruhové prostory, v levém zadním prostoru je sakristie a oratoř.
Hlavní oltář je z konce 18. století a nese kopii obrazu Veraikon, jehož originál se nachází v Římě. Za hlavním oltářem je krápníková jeskyně Getsemanské zahrady s tzv. Jaroměřickou Pietou.

### Program záchrany architektonického dědictví
V rámci Programu záchrany architektonického dědictví bylo v letech 1995–2014 na opravu památky čerpáno 10 885 000 Kč.
| rok    | 2003 | 2004 | 2005 | 2006 | 2007  | 2008  | 2009  | 2010  | 2011  | 2012 | 2013 |
| ------ | ---- | ---- | ---- | ---- | ----- | ----- | ----- | ----- | ----- | ---- | ---- |
| částka | 900  | 700  | 900  | 800  | 2 050 | 1 000 | 1 050 | 1 060 | 1 385 | 520  | 520  |